# Territori de Colima
El territori de Colima fou un territori federal de Mèxic, administrat per la federació fins que fou admès com a estat el 1857. Colima era partit de la intendència de Guadalajara (abans la província de Nova Galícia) fins a la consumació de la independència de Mèxic el 1821. Amb la caiguda de l'efímer Primer Imperi Mexicà, les províncies començaren a redactar constitucions per formar una federació, els Estats Units Mexicans. El 20 de juny, 1823, el coronel Anastacio Brizuela, comandant de la 21 divisió de milícies del Sud, després d'haver-ho acordat amb l'ajuntament de la vila de Colima i els veïns de la població, acordà la segregació del partit de la intendència de Guadalajara. El 1824, amb la promulgació de la Constitució Federal dels Estats Units Mexicans, Colima rebé la categoria de territori federal, separant-se així formalment de la intendència de Guadalajara, la qual s'integrà a la federació com a estat amb el nom de Jalisco. Finalment, el 1857, amb la promulgació de la Segona Constitució Federal de Mèxic, Colima s'hi integrà com a "estat, lliure i sobirà".